# L'ufficiale d'ordinanza
L'ufficiale d'ordinanza (Der Balletterzherzog. Ein Wiener Spiel von Tanz und Liebe) è un film muto del 1926 diretto da Max Neufeld.

## Trama
Rivali in amore, il granduca Sixtus e il suo aiutante di campo Paul si contendono l'amore di Gabi/Eliza che vuole diventare prima ballerina alla Wiener Staatsoper.

## Produzione
Il film fu prodotto dalla Hugo Engel-Filmgesellschaft e dalla Max Neufeld-Film.

## Distribuzione
La première del film si tenne a Vienna il 29 ottobre 1926. Venne presentato in seguito in anteprima per la stampa solo l'anno seguente, il 10 settembre 1927, con una proiezione all'Elite-Kino di Vienna. La pellicola di Neufeld ebbe poi una distribuzione internazionale: in Germania, con il titolo Das K. und K. Ballettmädel, fu presentato a Berlino il 22 novembre 1927. In Italia venne distribuito dalla Eugel nel 1928. Nel Regno Unito uscì distribuito dalla New Era Films con il titolo Virtue, mentre negli Stati Uniti fu distribuito nel 1929 dalla Sono Art-World Wide Pictures.

## Censura
Nell'edizione italiana venne censurata la scena del canestro in casa della ballerina.